# 波尔·鲁德斯
波爾·魯德斯（丹麥語：Poul Ruders，1949年3月27日—），是一名丹麥作曲家。

## 履歷
魯德斯于1949年3月27日出生於丹麥的靈斯泰茲。早期學習管風琴與鋼琴，後來卡爾·阿格·拉穆森學習配器。他的第一部作品寫於二十世紀六十年代的中期。此後，根據魯德斯本人所說，他的作曲技巧在循序漸進地進步著。他的第一部歌劇《第谷》（Tycho）于1986年首演，並取得了不錯的反響。這之後于2000年首演的歌劇《女僕的故事》（The Handmaid’s Tale，根據瑪格麗特·阿特伍德的同名小說所寫）則給他帶來了更大的成功。這部作品不僅使魯德斯被MIDEM（Marché International du Disque et de l'Edition Musicale）評委“當年最佳作曲家”，其錄音也兩次獲得格萊美獎。2005年，魯德斯獲得了威廉·漢森作曲獎。
魯德斯是一名極為多產的作曲家，他的作曲題材多樣，幾乎涵蓋了各個領域，並且善於為大型管弦樂團寫作。他的作品在Dacapo等唱片公司均有發售。

## 作品選集

### 歌劇
- 第谷（Tycho，1968）
- 女僕的故事（Tjenerindens fortælling，1990）
- 卡夫卡的審判（Proces Kafka，2005）
- 黑暗中的舞者（Selma Ježková，2007）

### 交響曲
- 第一交響曲（1989）
- 第二交響曲
- 第三交響曲“追夢者”
- 第四交響曲（2008）
- 第五交響曲（2012）

### 管弦樂
- 鑼（Gong，1992）
- 童話（Fairytale，1999）
- 天頂（Zenith）
- 看見聖約翰的人們（Thus Saw Saint John，1984）
- 光的返回（The Return of the Light，1994）
- 孔雀舞曲（Pavane，1971）
- 抽象曼哈頓（Manhattan Abstraction，1982）

### 獨奏（唱）與管弦樂團
- 第一小提琴協奏曲（1981）
- 第一鋼琴協奏曲（1994）
- 中提琴協奏曲（1994）
- 第二鋼琴協奏曲（2009）
- 第二小提琴協奏曲
- 獨角戲（打擊樂與管弦樂團，1988）
- 多角戲（大提琴與管弦樂團，1988）
- 莎士比亞的歌曲（次女高音與管弦樂團，2005）

### 大型室內樂
- 中世紀變奏曲（Medieval Variations，七名演奏者，1974）
- 四首作品（九名演奏家，1980）
- 單樂章的四首舞曲（Four Dances in One Movement，十五名演奏家，1983）

### 獨奏（唱）與室內樂團
- 戲劇之聲（Dramaphonia，鋼琴與是一名演奏家，1987）
- 鐘（The Bells，女高音與八名演奏家，1988）
- 雙簧管協奏曲（雙簧管與十四名演奏家，1998）

### 小型室內樂（2-6名演奏家）
- 第一弦樂四重奏
- 第二弦樂四重奏（1979）
- 第三弦樂四重奏“經文歌”（1979）
- 第四弦樂四重奏（2012）
- 為好友而作的三首小品（3 Tiny Pieces for Great Friends，小提琴與鋼琴，1999）
- 圓號三重奏（圓號，小提琴與鋼琴，1998）
- 在宇宙之海岸上的小夜曲（Serenade on the Shores of the Cosmic Ocean，手風琴與弦樂四重奏，2004）
- 新羅謝爾組曲（New Rochelle Suite，打擊樂與吉他，2003）
- 浪漫曲（中提琴與鋼琴，2011）
- 歌曲與狂想曲（為六名演奏家而作，2011）

### 獨奏作品（不包括鍵盤樂）
- 嚓嚓嚓（Cha Cha Cha，為打擊樂而作，1981）
- 警報（Alarm，為打擊樂而作，1983）
- 變奏曲（為小提琴而作，1989）
- 帕格尼尼變奏曲組曲（為吉他而作）
- 夏之前奏曲與冬之賦格（Summer's Prelude and Winter's Fugue，為小提琴而作，2007）

### 鍵盤樂
- 來自陌生士兵的三封信（Three Letters from the Unknown Soldier，鋼琴，1967）
- 安魂曲（管風琴，1968）
- 第一鋼琴奏鳴曲“但丁奏鳴曲”（鋼琴，1970）
- 第二鋼琴奏鳴曲（鋼琴，1982）
- 七首宣敘調（鋼琴，1977）
- 十三首後奏曲（鋼琴，1988）
- 抽象曼哈頓（Manhattan Abstraction，雙鋼琴，1982）
- 星之前奏曲與愛之賦格（Star-Prelude And Love Fugue，鋼琴，1990）
- 流星（Shooting Stars，鋼琴，1999）